# Erber
Erber je priimek več oseb:
- Anton Erber (Erberg) (1695-1746), slovenski teolog
- Jurij Erber (1660-1715), slovenski redovnik
- Rudolf Erber (1881-1944), hrvaški politik